# التبين (مناخة)

تعديل مصدري - تعديل

التبين هي إحدى قرى عزلة بني خطاب بمديرية مناخة التابعة لمحافظة صنعاء، بلغ تعداد سكانها 36 نسمة حسب تعداد اليمن لعام 2004.